# سفة
السفة طبق من المغرب العربي، يُستهلك في المغرب وفي الجزائر.

## أنواع
- السفة العادية قد تعني الكسكس المبخر في غالب الأوقات، كما قد تكون عبارة عن ــ شعرية ــ أو أرز أو أي صنف من أصناف المعجنات.
- السفة بالقرفة والسكر.
- السفة المدفونة بالدجاج أما السفة المدفونة بالدجاج، فتحضر بالدجاج المطبوخ منفردا مع التوابل والمنسمات وتوضع فوقه السفة وتزين ببودرة السكر والقرفة.[2]